# تیز مار خان (فیلم ۲۰۱۰)
تیز مار خان (به انگلیسی: Tees Maar Khan) فیلمی محصول سال ۲۰۱۰ و به کارگردانی فرح خان است. در این فیلم بازیگرانی همچون آکشی کومار، کاترینا کایف، آکشای کانا، آریا بابار، آنجان سیرواستاو، آنیل کاپور، توینکله خانا، سلمان خان، سانجی دات ایفای نقش کرده‌اند.
یک دزد برای ماموریتی که دارد وانمود می کند کارگردان است و به یک روستا میرود اما او می خواهد به مافوقانش رکب بزند و  اموال دزدی را به افراد نیازمند بدهد و بقیه آنرا نیز برای خود و خانواده اش نگه دارد اما ...•